# Vòng loại Giải vô địch bóng đá thế giới 2022 – Khu vực châu Âu (Bảng I)
Bảng I là 1 trong 10 bảng đấu tại vòng loại World Cup khu vực châu Âu, đóng vai trò xác định những đội giành quyền dự vòng chung kết World Cup 2022 ở Qatar. Bảng I gồm có 6 đội: Anh, Ba Lan, Hungary, Albania, Andorra và San Marino. Các đội sẽ thi đấu vòng tròn 2 lượt sân nhà - sân khách.
Đội nhất bảng sẽ giành vé trực tiếp đến World Cup 2022, trong khi đội nhì bảng sẽ giành quyền dự vòng 2 (play-offs).

## Bảng xếp hạng
| VT | Đội        | ST | T | H | B  | BT | BB | HS  | Đ  | Giành quyền tham dự |      | Anh | Ba Lan | Albania | Hungary | Andorra | San Marino |
| -- | ---------- | -- | - | - | -- | -- | -- | --- | -- | ------------------- | ---- | --- | ------ | ------- | ------- | ------- | ---------- |
| 1  | Anh        | 10 | 8 | 2 | 0  | 39 | 3  | +36 | 26 | FIFA World Cup 2022 |      |     | 2–1    | 4–0     | 1–1     | 4–0     | 5–0        |
| 2  | Ba Lan     | 10 | 6 | 2 | 2  | 30 | 11 | +19 | 20 | Vòng 2              |      | 1–1 |        | 4–1     | 1–2     | 3–0     | 5–0        |
| 3  | Albania    | 10 | 6 | 0 | 4  | 12 | 12 | 0   | 18 |                     |      | 0–2 | 0–1    |         | 1–0     | 1–0     | 5–0        |
| 4  | Hungary    | 10 | 5 | 2 | 3  | 19 | 13 | +6  | 17 |                     | 0–4  | 3–3 | 0–1    |         | 2–1     | 4–0     |            |
| 5  | Andorra    | 10 | 2 | 0 | 8  | 8  | 24 | −16 | 6  |                     | 0–5  | 1–4 | 0–1    | 1–4     |         | 5–0     |            |
| 6  | San Marino | 10 | 0 | 0 | 10 | 1  | 46 | −45 | 0  |                     | 0–10 | 1–7 | 0–2    | 0–3     | 0–3     |         |            |

## Các trận đấu
Lịch thi đấu được công bố bởi UEFA vào ngày 8 tháng 12 năm 2020, một ngày sau khi bốc thăm. Giờ hiển thị là giờ châu Âu/giờ mùa hè châu Âu, được liệt kê bởi UEFA (giờ địa phương, nếu có sự khác biệt, sẽ được hiển thị trong ngoặc đơn).
| Andorra | 0–1                         | Albania       |
| ------- | --------------------------- | ------------- |
|         | Report (FIFA) Report (UEFA) | - Lenjani 41' |

| Anh                                                                     | 5–0                         | San Marino |
| ----------------------------------------------------------------------- | --------------------------- | ---------- |
| - Ward-Prowse 14' - Calvert-Lewin 21', 53' - Sterling 31' - Watkins 83' | Report (FIFA) Report (UEFA) |            |

| Hungary                                  | 3–3                         | Ba Lan                                       |
| ---------------------------------------- | --------------------------- | -------------------------------------------- |
| - Sallai 6' - Ád. Szalai 53' - Orbán 78' | Report (FIFA) Report (UEFA) | - Piątek 60' - Jóźwiak 61' - Lewandowski 83' |

| Albania | 0–2                         | Anh                    |
| ------- | --------------------------- | ---------------------- |
|         | Report (FIFA) Report (UEFA) | - Kane 38' - Mount 63' |

| Ba Lan                                 | 3–0                         | Andorra |
| -------------------------------------- | --------------------------- | ------- |
| - Lewandowski 30', 55' - Świderski 88' | Report (FIFA) Report (UEFA) |         |

| San Marino | 0–3                         | Hungary                                                     |
| ---------- | --------------------------- | ----------------------------------------------------------- |
|            | Report (FIFA) Report (UEFA) | - Ád. Szalai 13' (ph.đ.) - Sallai 71' - Nikolić 88' (ph.đ.) |

| Andorra               | 1–4                         | Hungary                                                  |
| --------------------- | --------------------------- | -------------------------------------------------------- |
| - Pujol 90+3' (ph.đ.) | Report (FIFA) Report (UEFA) | - Fiola 45+2' - Gazdag 51' - Kleinheisler 58' - Négo 90' |

| Anh                              | 2–1                         | Ba Lan      |
| -------------------------------- | --------------------------- | ----------- |
| - Kane 19' (ph.đ.) - Maguire 85' | Report (FIFA) Report (UEFA) | - Moder 58' |

| San Marino | 0–2                         | Albania                 |
| ---------- | --------------------------- | ----------------------- |
|            | Report (FIFA) Report (UEFA) | - Manaj 63' - Uzuni 85' |

| Andorra          | 2–0                         | San Marino |
| ---------------- | --------------------------- | ---------- |
| - Vales 18', 24' | Report (FIFA) Report (UEFA) |            |

| Hungary | 0–4                         | Anh                                                |
| ------- | --------------------------- | -------------------------------------------------- |
|         | Report (FIFA) Report (UEFA) | - Sterling 55' - Kane 63' - Maguire 69' - Rice 87' |

| Ba Lan                                                       | 4–1                         | Albania          |
| ------------------------------------------------------------ | --------------------------- | ---------------- |
| - Lewandowski 12' - Buksa 44' - Krychowiak 54' - Linetty 89' | Report (FIFA) Report (UEFA) | - Cikalleshi 25' |

| Albania     | 1–0                         | Hungary |
| ----------- | --------------------------- | ------- |
| - Broja 87' | Report (FIFA) Report (UEFA) |         |

| Anh                                              | 4–0                         | Andorra |
| ------------------------------------------------ | --------------------------- | ------- |
| - Lingard 18', 78' - Kane 72' (ph.đ.) - Saka 85' | Report (FIFA) Report (UEFA) |         |

| San Marino  | 1–7                         | Ba Lan                                                                        |
| ----------- | --------------------------- | ----------------------------------------------------------------------------- |
| - Nanni 48' | Report (FIFA) Report (UEFA) | - Lewandowski 4', 21' - Świderski 16' - Linetty 44' - Buksa 67', 90+2', 90+4' |

| Albania                                                    | 5–0                         | San Marino |
| ---------------------------------------------------------- | --------------------------- | ---------- |
| - Manaj 32' - Laçi 58' - Broja 61' - Hysaj 68' - Uzuni 80' | Report (FIFA) Report (UEFA) |            |

| Hungary                             | 2–1                         | Andorra       |
| ----------------------------------- | --------------------------- | ------------- |
| - Ád. Szalai 9' (ph.đ.) - Botka 18' | Report (FIFA) Report (UEFA) | - Llovera 82' |

| Ba Lan            | 1–1                         | Anh        |
| ----------------- | --------------------------- | ---------- |
| - Szymański 90+2' | Report (FIFA) Report (UEFA) | - Kane 72' |

| Andorra | 0–5                         | Anh                                                                      |
| ------- | --------------------------- | ------------------------------------------------------------------------ |
|         | Report (FIFA) Report (UEFA) | - Chilwell 17' - Saka 40' - Abraham 59' - Ward-Prowse 79' - Grealish 86' |

| Hungary | 0–1                         | Albania     |
| ------- | --------------------------- | ----------- |
|         | Report (FIFA) Report (UEFA) | - Broja 80' |

| Ba Lan                                                                        | 5–0                         | San Marino |
| ----------------------------------------------------------------------------- | --------------------------- | ---------- |
| - Świderski 10' - Brolli 20' (l.n.) - Kędziora 50' - Buksa 84' - Piątek 90+1' | Report (FIFA) Report (UEFA) |            |

| Albania | 0–1                         | Ba Lan          |
| ------- | --------------------------- | --------------- |
|         | Report (FIFA) Report (UEFA) | - Świderski 77' |

| Anh          | 1–1                         | Hungary              |
| ------------ | --------------------------- | -------------------- |
| - Stones 37' | Report (FIFA) Report (UEFA) | - Sallai 24' (ph.đ.) |

| San Marino | 0–3                         | Andorra                                  |
| ---------- | --------------------------- | ---------------------------------------- |
|            | Report (FIFA) Report (UEFA) | - Pujol 10' - Moreno 53' - Fernández 89' |

| Andorra     | 1–4                         | Ba Lan                                            |
| ----------- | --------------------------- | ------------------------------------------------- |
| - Vales 45' | Report (FIFA) Report (UEFA) | - Lewandowski 5', 73' - Jóźwiak 11' - Milik 45+2' |

| Anh                                                 | 5–0                         | Albania |
| --------------------------------------------------- | --------------------------- | ------- |
| - Maguire 9' - Kane 18', 33', 45+2' - Henderson 28' | Report (FIFA) Report (UEFA) |         |

| Hungary                                        | 4–0                         | San Marino |
| ---------------------------------------------- | --------------------------- | ---------- |
| - Szoboszlai 6', 83' - Gazdag 22' - Vécsei 88' | Report (FIFA) Report (UEFA) |            |

| Albania              | 1–0                         | Andorra |
| -------------------- | --------------------------- | ------- |
| - Çekiçi 73' (ph.đ.) | Report (FIFA) Report (UEFA) |         |

| Ba Lan          | 1–2                         | Hungary                    |
| --------------- | --------------------------- | -------------------------- |
| - Świderski 61' | Report (FIFA) Report (UEFA) | - Schäfer 37' - Gazdag 80' |

| San Marino | 0–10                        | Anh |
| ---------- | --------------------------- | --- |
|            | Report (FIFA) Report (UEFA) | - Maguire 6' - Fabbri 15' (l.n.) - Kane 27' (ph.đ.), 32', 39' (ph.đ.), 42' - Smith Rowe 58' - Mings 69' - Abraham 78' - Saka 79' |

## Danh sách cầu thủ ghi bàn
Đã có 109 bàn thắng ghi được trong 30 trận đấu, trung bình 3.63 bàn thắng mỗi trận đấu.
12 bàn thắng
- Harry Kane

8 bàn thắng
- Robert Lewandowski

5 bàn thắng
- Adam Buksa
- Karol Świderski

4 bàn thắng
- Harry Maguire

3 bàn thắng
- Armando Broja
- Marc Vales
- Bukayo Saka
- Dániel Gazdag
- Roland Sallai
- Ádám Szalai

2 bàn thắng
- Rey Manaj
- Myrto Uzuni
- Marc Pujol
- Tammy Abraham
- Dominic Calvert-Lewin
- Jesse Lingard
- Raheem Sterling
- James Ward-Prowse
- Dominik Szoboszlai
- Kamil Jóźwiak
- Karol Linetty
- Krzysztof Piątek

1 bàn thắng
- Endri Çekiçi
- Sokol Cikalleshi
- Elseid Hysaj
- Qazim Laçi
- Ermir Lenjani
- Ricard Fernández
- Max Llovera
- Sergi Moreno
- Ben Chilwell
- Jack Grealish
- Jordan Henderson
- Tyrone Mings
- Mason Mount
- Declan Rice
- Emile Smith Rowe
- John Stones
- Ollie Watkins
- Endre Botka
- Attila Fiola
- László Kleinheisler
- Loïc Négo
- Nemanja Nikolić
- Willi Orbán
- András Schäfer
- Bálint Vécsei
- Tomasz Kędziora
- Grzegorz Krychowiak
- Arkadiusz Milik
- Jakub Moder
- Damian Szymański
- Nicola Nanni

1 bàn phản lưới nhà
- Cristian Brolli (trong trận gặp Ba Lan)
- Filippo Fabbri (trong trận gặp Anh)

## Án treo giò
Một cầu thủ sẽ bị treo giò ở trận đấu tiếp theo nếu phạm các lỗi sau đây:
- Nhận thẻ đỏ (Án phạt vì thẻ đỏ có thể được tăng lên nếu phạm lỗi nghiêm trọng)
- Nhận 2 thẻ vàng ở 2 trận đấu khác nhau (Án phạt vì thẻ vàng được áp dụng đến vòng play-offs, nhưng không áp dụng ở vòng chung kết hay những trận đấu quốc tế khác trong tương lai)

| Cầu thủ    | Đội tuyển           | Thẻ phạt                                                             | Treo giò                                                    |
| ---------- | ------------------- | -------------------------------------------------------------------- | ----------------------------------------------------------- |
| Albania    | Keidi Bare          | v Anh (28 tháng 3 năm 2021) · v Ba Lan (2 tháng 9 năm 2021)          | v Hungary (5 tháng 9 năm 2021)                              |
| Albania    | Endri Çekiçi        | v Hungary (5 tháng 9 năm 2021) · v Hungary (9 tháng 10 năm 2021)     | v Ba Lan (12 tháng 10 năm 2021)                             |
| Albania    | Sokol Cikalleshi    | v Andorra (25 tháng 3 năm 2021) · v Anh (12 tháng 11 năm 2021)       | v Andorra (15 tháng 11 năm 2021)                            |
| Albania    | Klaus Gjasula       | v Andorra (25 tháng 3 năm 2021) · v Anh (28 tháng 3 năm 2021)        | v San Marino (31 tháng 3 năm 2021)                          |
| Albania    | Klaus Gjasula       | v Ba Lan (2 tháng 9 năm 2021) · v Hungary (5 tháng 9 năm 2021)       | v San Marino (8 tháng 9 năm 2021)                           |
| Albania    | Klaus Gjasula       | v Hungary (9 tháng 10 năm 2021) · v Anh (12 tháng 11 năm 2021)       | v Andorra (15 tháng 11 năm 2021)                            |
| Albania    | Elseid Hysaj        | v Anh (28 tháng 3 năm 2021) · v Ba Lan (2 tháng 9 năm 2021)          | v Hungary (5 tháng 9 năm 2021)                              |
| Albania    | Ardian Ismajli      | v Ba Lan (12 tháng 10 năm 2021) · v Anh (12 tháng 11 năm 2021)       | v Andorra (15 tháng 11 năm 2021)                            |
| Albania    | Rey Manaj           | v Andorra (25 tháng 3 năm 2021) · v Ba Lan (2 tháng 9 năm 2021)      | v Hungary (5 tháng 9 năm 2021)                              |
| Andorra    | Jordi Aláez         | v Ba Lan (28 tháng 3 năm 2021) · v San Marino (2 tháng 9 năm 2021)   | v Anh (5 tháng 9 năm 2021)                                  |
| Andorra    | Albert Alavedra     | v Hungary (31 tháng 3 năm 2021) · v Hungary (8 tháng 9 năm 2021)     | v Anh (9 tháng 10 năm 2021)                                 |
| Andorra    | Ricard Fernández    | v Ba Lan (12 tháng 11 năm 2021)                                      | v Albania (15 tháng 11 năm 2021)                            |
| Andorra    | Christian García    | v Latvia ở UEFA Nations League 2020–21 (17 tháng 11 năm 2020)        | v Albania (25 tháng 3 năm 2021)                             |
| Andorra    | Christian García    | v Ba Lan (28 tháng 3 năm 2021) · v Anh (5 tháng 9 năm 2021)          | v Hungary (8 tháng 9 năm 2021)                              |
| Andorra    | Marc Pujol          | v Hungary (31 tháng 3 năm 2021) · v San Marino (2 tháng 9 năm 2021)  | v Anh (5 tháng 9 năm 2021)                                  |
| Andorra    | Marc Rebés          | v Albania (25 tháng 3 năm 2021) · v Anh (5 tháng 9 năm 2021)         | v Hungary (8 tháng 9 năm 2021)                              |
| Andorra    | Chus Rubio          | v Albania (25 tháng 3 năm 2021) · v Anh (5 tháng 9 năm 2021)         | v Hungary (8 tháng 9 năm 2021)                              |
| Andorra    | Moisés San Nicolás  | v Hungary (31 tháng 3 năm 2021) · v Hungary (8 tháng 9 năm 2021)     | v Anh (9 tháng 10 năm 2021)                                 |
| Andorra    | Marc Vales          | v Hungary (31 tháng 3 năm 2021) · v Anh (5 tháng 9 năm 2021)         | v Hungary (8 tháng 9 năm 2021)                              |
| Andorra    | Márcio Vieira       | v Albania (25 tháng 3 năm 2021) · v Hungary (8 tháng 9 năm 2021)     | v Anh (9 tháng 10 năm 2021)                                 |
| Anh        | Tyrone Mings        | v San Marino (25 tháng 3 năm 2021) · v Andorra (5 tháng 9 năm 2021)  | v Ba Lan (8 tháng 9 năm 2021)                               |
| Hungary    | Endre Botka         | v San Marino (28 tháng 3 năm 2021) · v Albania (9 tháng 10 năm 2021) | v Anh (12 tháng 10 năm 2021)                                |
| Hungary    | Attila Fiola        | v Ba Lan (25 tháng 3 năm 2021)                                       | v San Marino (28 tháng 3 năm 2021)                          |
| Hungary    | Ádám Nagy           | v Ba Lan (25 tháng 3 năm 2021) · v Andorra (31 tháng 3 năm 2021)     | v Anh (2 tháng 9 năm 2021)                                  |
| Hungary    | Willi Orbán         | v Anh (2 tháng 9 năm 2021) · v Albania (5 tháng 9 năm 2021)          | v Andorra (8 tháng 9 năm 2021)                              |
| Ba Lan     | Jan Bednarek        | v Albania (2 tháng 9 năm 2021) · v Albania (12 tháng 10 năm 2021)    | v Andorra (12 tháng 11 năm 2021)                            |
| Ba Lan     | Grzegorz Krychowiak | v Anh (8 tháng 9 năm 2021) · v Andorra (12 tháng 11 năm 2021)        | v Hungary (15 tháng 11 năm 2021)                            |
| Ba Lan     | Karol Linetty       | v Anh (8 tháng 9 năm 2021) · v San Marino (9 tháng 10 năm 2021)      | v Albania (12 tháng 10 năm 2021)                            |
| Ba Lan     | Tymoteusz Puchacz   | v Anh (8 tháng 9 năm 2021) · v Albania (12 tháng 10 năm 2021)        | v Andorra (12 tháng 11 năm 2021)                            |
| San Marino | Manuel Battistini   | v Hungary (28 tháng 3 năm 2021) · v Andorra (2 tháng 9 năm 2021)     | v Poland (5 tháng 9 năm 2021)                               |
| San Marino | Lorenzo Lunadei     | v Hungary (28 tháng 3 năm 2021) · v Ba Lan (5 tháng 9 năm 2021)      | v Albania (8 tháng 9 năm 2021)                              |
| San Marino | Marcello Mularoni   | v Albania (31 tháng 3 năm 2021) · v Ba Lan (5 tháng 9 năm 2021)      | v Albania (8 tháng 9 năm 2021)                              |
| San Marino | Davide Simoncini    | v Gibraltar ở UEFA Nations League 2020–21 (14 tháng 11 năm 2020)     | v Anh (25 tháng 3 năm 2021) v Hungary (28 tháng 3 năm 2021) |
| San Marino | Davide Simoncini    | v Albania (31 tháng 3 năm 2021) · v Andorra (12 tháng 10 năm 2021)   | v Hungary (12 tháng 11 năm 2021)                            |